# Stan (пісня)
«Stan» (укр. Стен) — третій сингл американського репера Емінема з його другого студійного альбому The Marshall Mathers LP, записаний спільно зі співачкою Дайдо. Роль Стена зіграв актор Девон Сава. Пісня є хітом, який дебютував під 1-м номером в чартах США та Австралії.
У 2005 році увійшов у найкращі хіти Емінема, Curtain Call: The Hits, також у збірник увійшов живий виступ Емінема з цією піснею на Церемонії «Греммі» 2001 року, де приспів Дайдо був виконаний Елтоном Джоном. Сингл був спродюсований Емінемом і The 45 King, який і створив музику до пісні. Семплом стала пісня Дайдо «Thank You» звідки був узятий приспів і бас. Визнана одним з найкращих хітів Емінема. Після виходу цієї пісні фанатів Емінема стали називати Стенами.
Журнал Rolling Stone поставив пісню #296 у списку 500 найкращих пісень усіх часів за версією журналу Rolling Stone. Також пісня зайняла #15 в списку кращих хіп-хоп пісень усіх часів за версією каналу VH1. В квітні 2011 року, журнал «Complex» склав список «100 кращих пісень Емінема» в якому пісня «Stan» зайняла #2.
Пісня розійшлася тиражем в 750,000 копій у Великій Британії.

## Опис
Пісня оповідає про уявного фаната Емінема на ім'я Стен, який пише йому все більш тривожні і загрозливі листи про своє життя (причому, всі листи написані столярним олівцем), але вони з різних причин до артиста не доходять. У першому листі Стен описує себе найбільшим фанатом Емінема, він обклеїв його постерами всю свою кімнату. Дівчина Стена вагітна, і якщо народиться дочка, то Стен хоче назвати її Бонні (як дочка Емінема). В кінці листа Стен пише свої номери телефонів і чекає швидкої відповіді від Емінема. У другому листі Стен пише, що не злиться на Емінема за те, що він ще не подзвонив Стену, але він засуджує Емінема за те, що той не дав автограф шестирічному братові Стена — Меттью, а вони заради автографа простояли 4 години на холоді. Стен пише, що його дівчина уже ревнує його до Емінема, бо Стен говорить про нього 24 години на добу, у Стена є татуювання на грудях з ім'ям Емінема, іноді Стен поводиться неадекватно. Лист закінчується проханням зателефонувати і словами: «Ми повинні бути разом». Наступне послання Стен диктує на диктофон в машині, воно починається зі слів: «Дорогий містер „я-дуже гарний-щоб дзвонити або писати-своїм фанатам“». Стен їде за кермом п'яним вночі, він схопив свою дівчину і поклав її в багажник машини, він говорить, що все, що йому потрібно було - один дзвінок або лист від Емінема, а тепер вже пізно, і він сподівається, що Емінем буде звинувачувати себе за смерть Стена і його дівчини. Стен доїжджає до мосту і розуміє, що Емінем ніяк не зможе отримати цю касету із записом, після чого Стен різко повертає і машина падає у воду. Емінем пише лист Стену, він пише, що він був дуже зайнятий і не міг написати раніше, також він написав автограф для Меттью на кашкеті. Емінем пише, що Стену потрібна допомога, інакше він може нашкодити собі, і сподівається, що лист прийде вчасно, після він пише про страшну катастрофу, яку він бачив по телевізору, де потонула машина з хлопцем і його вагітною дівчиною в багажнику, в кінці листа Емінем розуміє, що за кермом тієї машини був Стен. Перші три куплети виконані Емінемом в ролі Стена, а останній, четвертий, записаний від особи Емінема, який пише у відповідь лист Стену. Відео закінчується похоронами Стена, на них присутній його молодший брат Меттью, який пофарбував волосся у світлий колір а-ля Емінем.
Емінем: «Пісня «Стен» розповідає історію одного одержимого фаната, який завалив мене своїми листами, і сприймав всі мої слова на платівках буквально. Він реально збожеволів і вважав, що я такий і є, але під кінець цієї пісні, я намагаюся йому допомогти, тим самим показую свою справжню сторону. Так, я перебільшую, але частина моїх слухачів реально хвора. Хтось пише мені, і розповідає про те, що вони з задоволенням калічать себе. Якісь окультисти, дияволопоклонники, ставлять мене в один ряд з Сатаною. Серед моїх фанатів затесалися скінхеди і куклукскланівці. Вони так і сказали: «Ми твої пісні обожнюємо, ти один з нас». Я в дитинстві сам перся від Лів Кул Джея, Run-DMC, і The Beastie Boys, але якби зустрів цих музикантів, задихатися від щастя, ридати і смикатися в *баних конвульсіях б не став. Навпаки, показав би себе скромним хлопцем».

## Список композицій
UK CD Single
1. «Stan» — 6:45
2. «Get You Mad» — 4:22
3. «My Name Is» — 4:32
4. «Stan» (Video) — 7:30

## Позиції в чартах
| Чарт (2000/01)                             | Кращий результат |
| ------------------------------------------ | ---------------- |
| Australian Singles Chart                   | 1                |
| Austrian Singles Chart                     | 1                |
| Belgian Singles Chart (Flanders)           | 3                |
| Belgian Singles Chart (Wallonia)           | 2                |
| Danish Singles Chart                       | 1                |
| Eurochart Hot 100                          | 1                |
| Finland Singles Chart                      | 1                |
| French SNEP Singles Chart                  | 4                |
| German Singles Chart                       | 1                |
| Greek Singles Chart                        | 1                |
| Irish Singles Chart                        | 1                |
| Italian FIMI Singles Chart                 | 1                |
| Netherlands Singles Chart                  | 3                |
| New Zealand RIANZ Singles Chart            | 14               |
| Norwegian Singles Chart                    | 3                |
| Romanian Singles Chart                     | 1                |
| Swedish Singles Chart                      | 3                |
| Swiss Singles Chart                        | 1                |
| UK Singles Chart                           | 1                |
| Billboard Hot 100                          | 51               |
| Billboard Hot Modern Rock Tracks           | 14               |
| Billboard Hot R&B/Hip-Hop Singles & Tracks | 36               |
| Billboard Rhythmic Top 40                  | 9                |
| Billboard Hot Rap Songs                    | 22               |

### Річні чарти
| Чарт (2000/01)                   | Позиція |
| -------------------------------- | ------- |
| Australian Singles Chart         | 6       |
| Austrian Singles Chart           | 6       |
| Belgian (Flanders) Singles Chart | 31      |
| Belgian (Wallonia) Singles Chart | 20      |
| French Singles Chart             | 29      |
| Swiss Singles Chart              | 3       |